# Diane Allahgreen
Diane Allahgreen Hawkins (* 21. Februar 1975 in Liverpool) ist eine ehemalige britische Hürdenläuferin, die sich auf die 100-Meter-Distanz spezialisiert hat. Ihren größten Erfolg feierte sie mit dem Vizehalleneuropameistertitel über 60 m Hürden 1998 in Valencia.

## Sportliche Laufbahn
Erste internationale Erfahrungen sammelte Diane Allahgreen im Jahr 1993, als sie bei den Junioreneuropameisterschaften in Donostia / San Sebastián in 13,42 s die Goldmedaille über 100 m Hürden gewann und mit der britischen 4-mal-100-Meter-Staffel in 44,31 s ebenfalls die Goldmedaille gewann. Im Jahr darauf gewann sie bei den Juniorenweltmeisterschaften in Lissabon in 13,31 s die Bronzemedaille im Hürdenlauf und gewann auch mit der Staffel in 45,08 s die Bronzemedaille. 1997 gewann sie bei den U23-Europameisterschaften in Turku in 13,03 s die Silbermedaille über 100 m Hürden hinter der Russin Irina Schewtschenko und anschließend schied sie bei den Weltmeisterschaften in Athen mit 13,25 s im Halbfinale aus. Daraufhin schied sie bei der Sommer-Universiade in Catania mit 13,36 s im Halbfinale aus. Im Jahr darauf gewann sie bei den Halleneuropameisterschaften in Valencia in 8,02 s die Bronzemedaille im 60-Meter-Hürdenlauf hinter der Französin Patricia Girard und Swetlana Lauchowa aus Russland und 1999 kam sie bei den Hallenweltmeisterschaften in Maebashi mit 8,25 s nicht über den Vorlauf hinaus. Im selben Jahr gewann sie bei den Studentenweltspielen in Palma in 13,17 s die Bronzemedaille über 100 m Hürden hinter den US-Amerikanerinnen Andria King und Yolanda McCray und belegte im Staffelbewerb in 44,71 s den fünften Platz. Anschließend schied sie bei den Weltmeisterschaften in Sevilla mit 12,99 s im Viertelfinale aus. 2000 belegte sie bei den Halleneuropameisterschaften in Gent in 8,04 s den fünften Platz über 60 m Hürden. Im September nahm sie über 100 m Hürden an den Olympischen Sommerspielen in Sydney teil und schied dort mit 13,22 s im Viertelfinale aus. 
2001 belegte sie bei der Sommer-Universiade in Peking in 13,18 s den vierten Platz über 100 m Hürden. Im Jahr darauf gelangte sie bei den Halleneuropameisterschaften in Wien mit 8,06 s auf den sechsten Platz über 60 m Hürden und im Juli belegte sie bei den Commonwealth Games in Manchester in 13,01 s den vierten Platz. Kurz darauf belegte sie bei den Europameisterschaften in München in 13,07 s den fünften Platz. 2005 belegte sie bei den Halleneuropameisterschaften in Madrid in 8,15 s den achten Platz über 60 m Hürden und im Jahr darauf beendete sie ihre aktive sportliche Karriere im Alter von 31 Jahren.
In den Jahren von 2000 bis 2002 wurde Allahgreen britische Meisterin im 100-Meter-Hürdenlauf sowie 1998, 2000 und 2002 Hallenmeisterin über 60 m Hürden.

## Persönliche Bestzeiten
- 100 m Hürden: 12,92 s (+0,8 m/s), 29. Juli 2002 in Manchester
  - 60 m Hürden (Halle): 7,99 s, 26. Februar 2000 in Gent